# Death on the Road
Death on the Road è un album dal vivo del gruppo musicale britannico Iron Maiden, pubblicato il 30 agosto 2005 nel formato CD e il 6 febbraio 2006 nella versione DVD.
Contiene pezzi eseguiti dal vivo durante un concerto alla Westfalenhallen Arena di Dortmund in Germania, il 24 novembre 2003, per promuovere l'album Dance of Death.

## Tracce
CD1
1. Wildest Dreams (Smith, Harris) - 4:51
2. Wrathchild (Harris) - 2:49
3. Can I Play with Madness (Smith, Dickinson, Harris) - 3:30
4. The Trooper (Harris) - 4:12
5. Dance of Death (Gers, Harris) - 9:23
6. Rainmaker (Murray, Dickinson, Harris) - 4:01
7. Brave New World (Murray, Dickinson, Harris) - 6:09
8. Paschendale (Smith, Harris) - 10:17
9. Lord of the Flies (Gers, Harris) - 5:06

CD2
1. No More Lies (Harris) - 7:49
2. Hallowed Be Thy Name (Harris) - 7:31
3. Fear of the Dark (Harris) - 7:28
4. Iron Maiden (Harris)- 4:50
5. Journeyman (Smith, Dickinson, Harris) - 7:02
6. The Number of the Beast (Harris) - 4:57
7. Run to the Hills (Harris) - 4:26

## Formazione
Gruppo
- Bruce Dickinson – voce
- Dave Murray – chitarra
- Janick Gers – chitarra
- Adrian Smith – chitarra, cori
- Steve Harris – basso, cori
- Nicko McBrain – batteria

Altri musicisti
- Michael Kenney – tastiera

## Classifiche
| Classifica (2005) | Posizione massima |
| ----------------- | ----------------- |
| Austria           | 23                |
| Belgio (Fiandre)  | 32                |
| Belgio (Vallonia) | 37                |
| Finlandia         | 5                 |
| Francia           | 14                |
| Germania          | 17                |
| Italia            | 13                |
| Norvegia          | 12                |
| Paesi Bassi       | 39                |
| Regno Unito       | 22                |
| Spagna            | 18                |
| Svezia            | 7                 |
| Svizzera          | 17                |